# Mistrzostwa Europy w Zapasach 1906
Mistrzostwa Europy w zapasach 1906 – były 6. nieoficjalnymi mistrzostwami Europy w zapasach, które odbyły się w Hadze w dniu 28 stycznia. Po raz pierwszy w historii zapaśniczych mistrzostw Europy, wprowadzono podział na odrębne kategorie wagowe (-75 kg, -85 kg oraz +85 kg). Wszystkie walki odbył się w zapasach w stylu klasycznym. Tabelę medalową zdominowali gospodarze mistrzostw.

## Medaliści

### Styl klasyczny
| Kat. wagowa | Złoto          | Srebro     | Brąz              |
| ----------- | -------------- | ---------- | ----------------- |
| –75 kg      | W. van Veen    | J. Lorentz | Josef Mercey      |
| –85 kg      | F. Togni       | G. Heil    | A. Kok            |
| +85 kg      | Heinrich Rondi | C. Kok     | Fritz Stolzenwald |

## Tabela medalowa
| Poz. | Państwo              |   |   |   | Łącznie |
| ---- | -------------------- | - | - | - | ------- |
| 1    | Holandia             | 2 | 3 | 3 | 8       |
| 2    | Cesarstwo Niemieckie | 1 | 0 | 0 | 1       |